# Геология Израиля

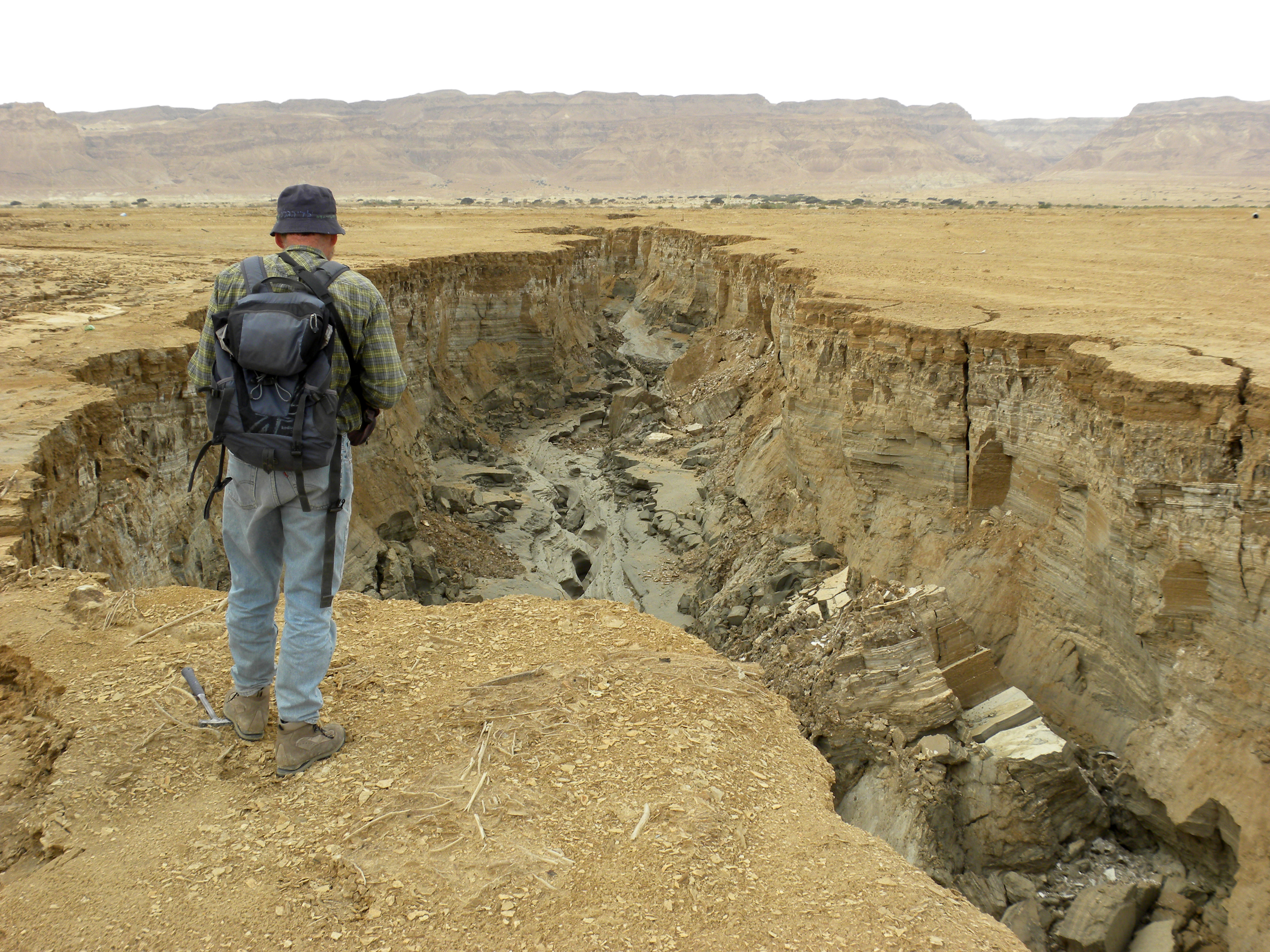
Геологи Израиля на полевых работах

Геология Израиля включает магматические и метаморфические кристаллические породы фундамента из докембрия, перекрытые длинной последовательностью осадочных пород, простирающихся вплоть до плейстоцена и перекрытых аллювием, песчаными дюнами и отложениями плайи. Богатая геологическими событиями история природы Израиля оставила свой след как в наслоениях горных пород, так и в геоморфологии страны. Современное расположение Израиля на стыке трех литосферных плит делают его уязвимым для влияния тектоники на экономику и жизнь людей, в первую очередь со стороны частых, а временами и сильных, землетрясений.

## Геологическая история, стратиграфия и тектоника

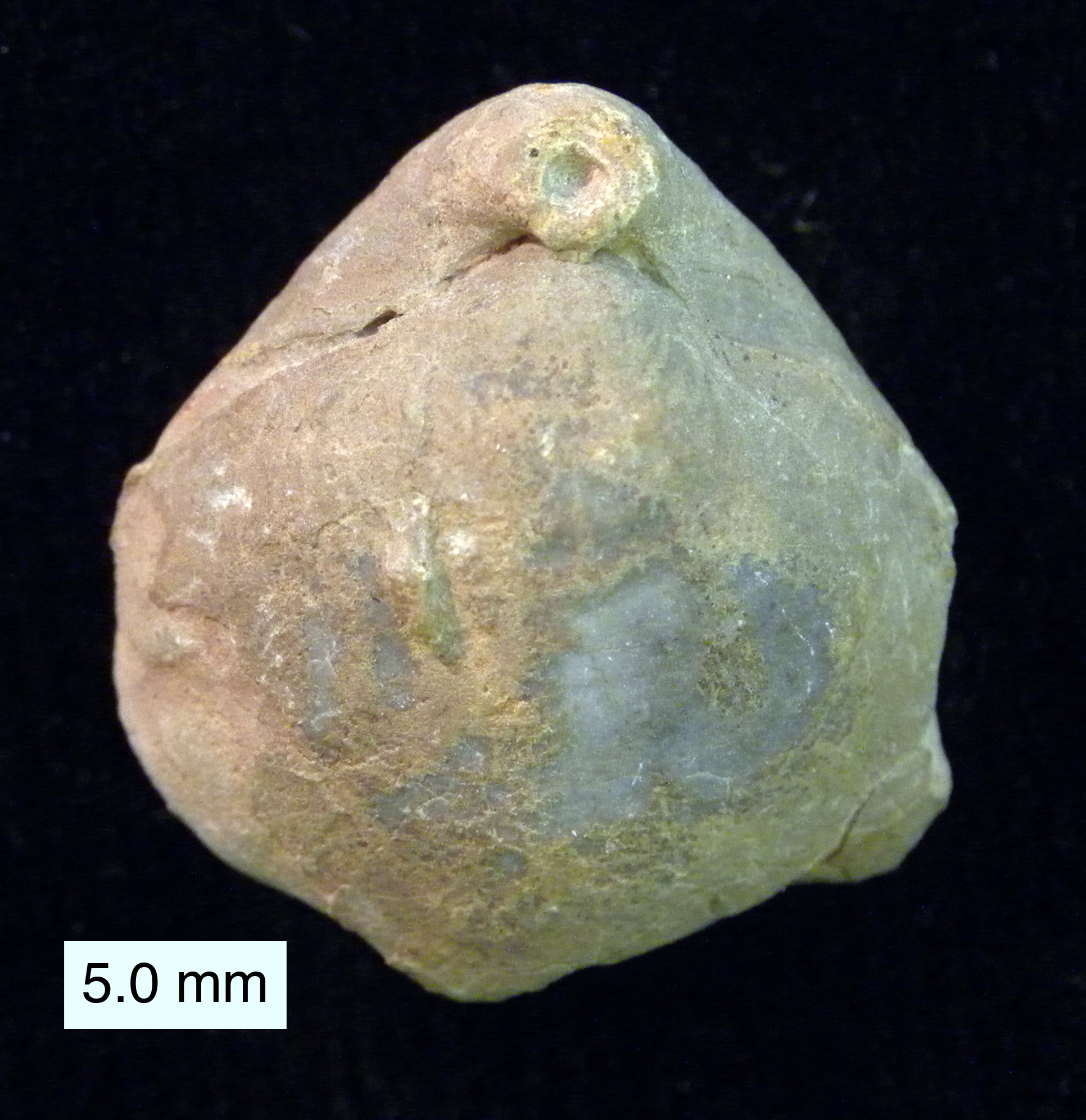
Брахиопода Coenothyris oweni из среднетриасового (анисовского) периода нижнего Сахаронима, Хар-Геваним, юг Израиля

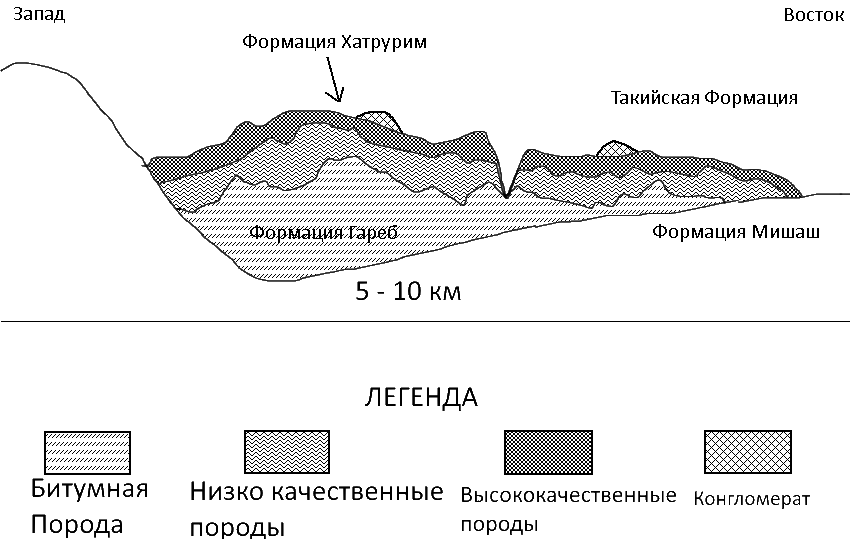
Формация Хатрурим

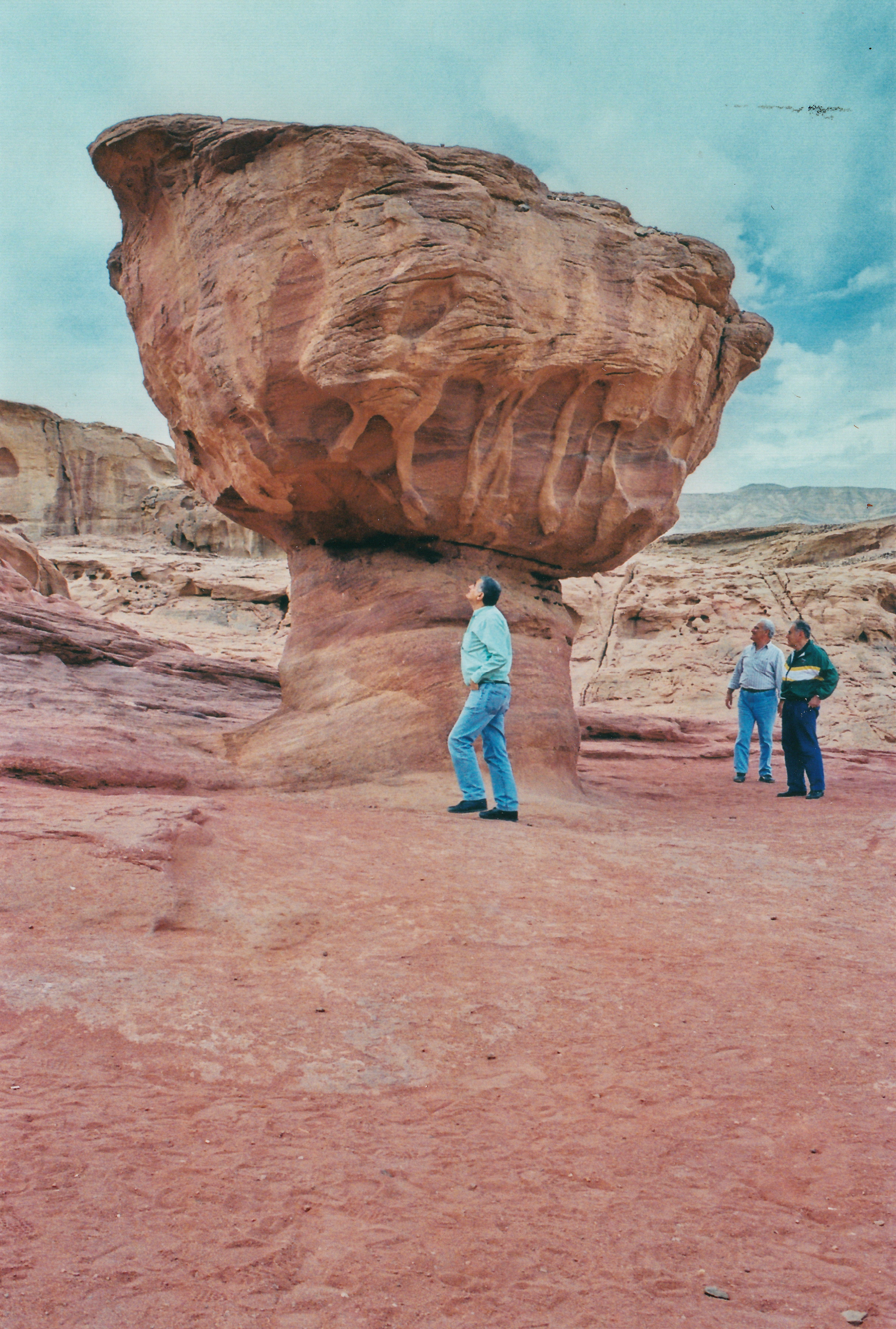
В геопарке Тимна

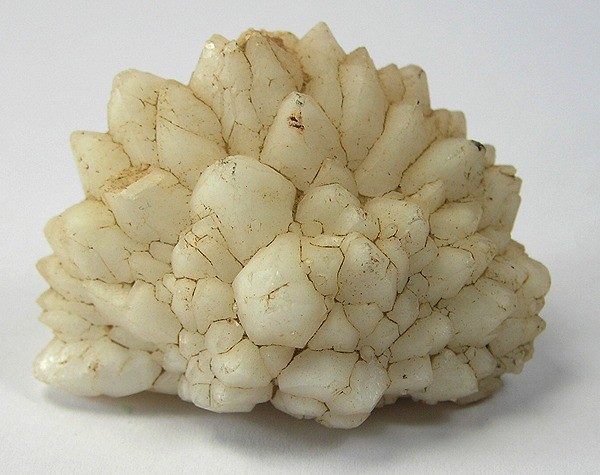
Кварц Димоны

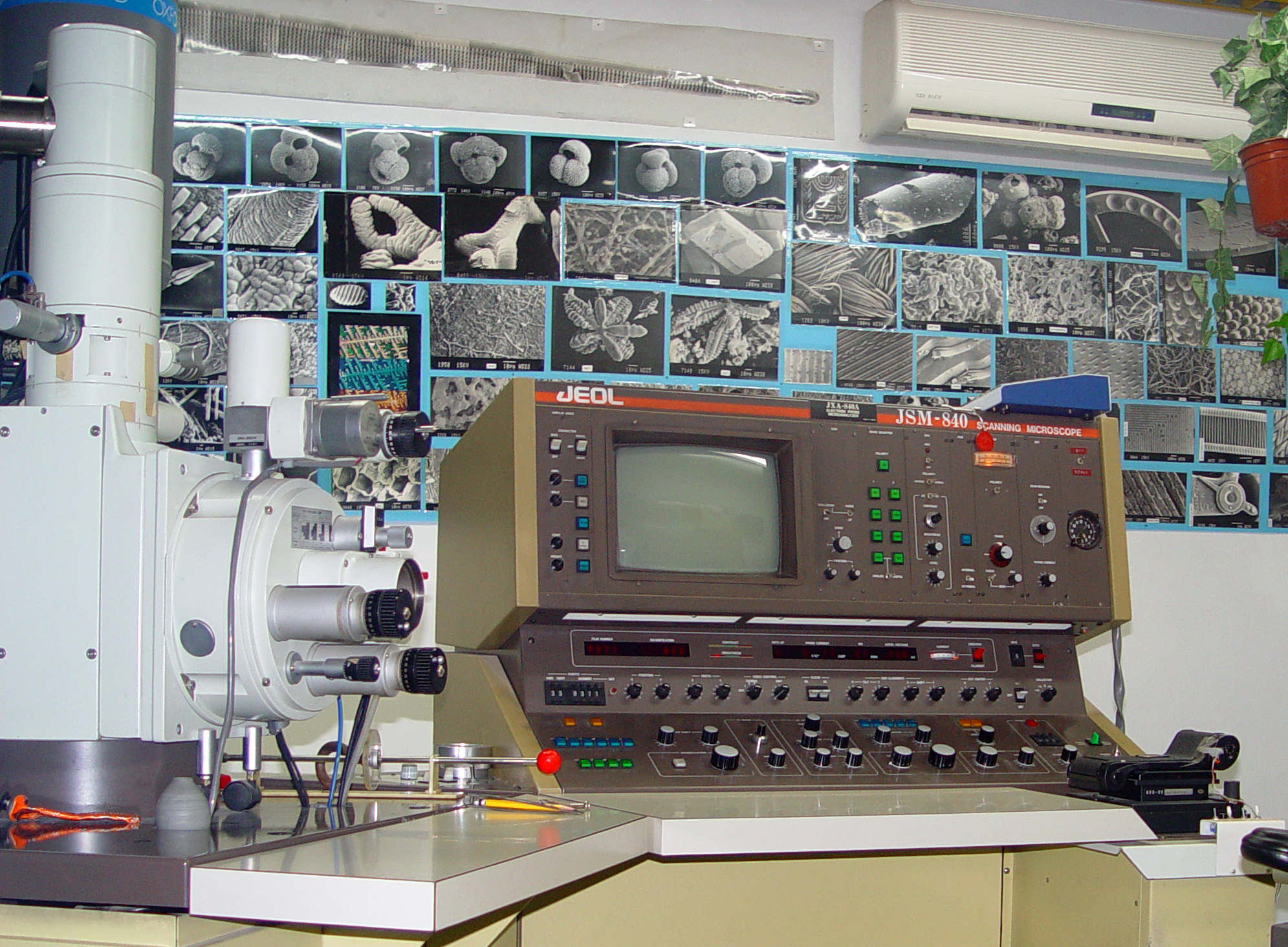
Сканирующий микроскоп Геологической службы Израиля

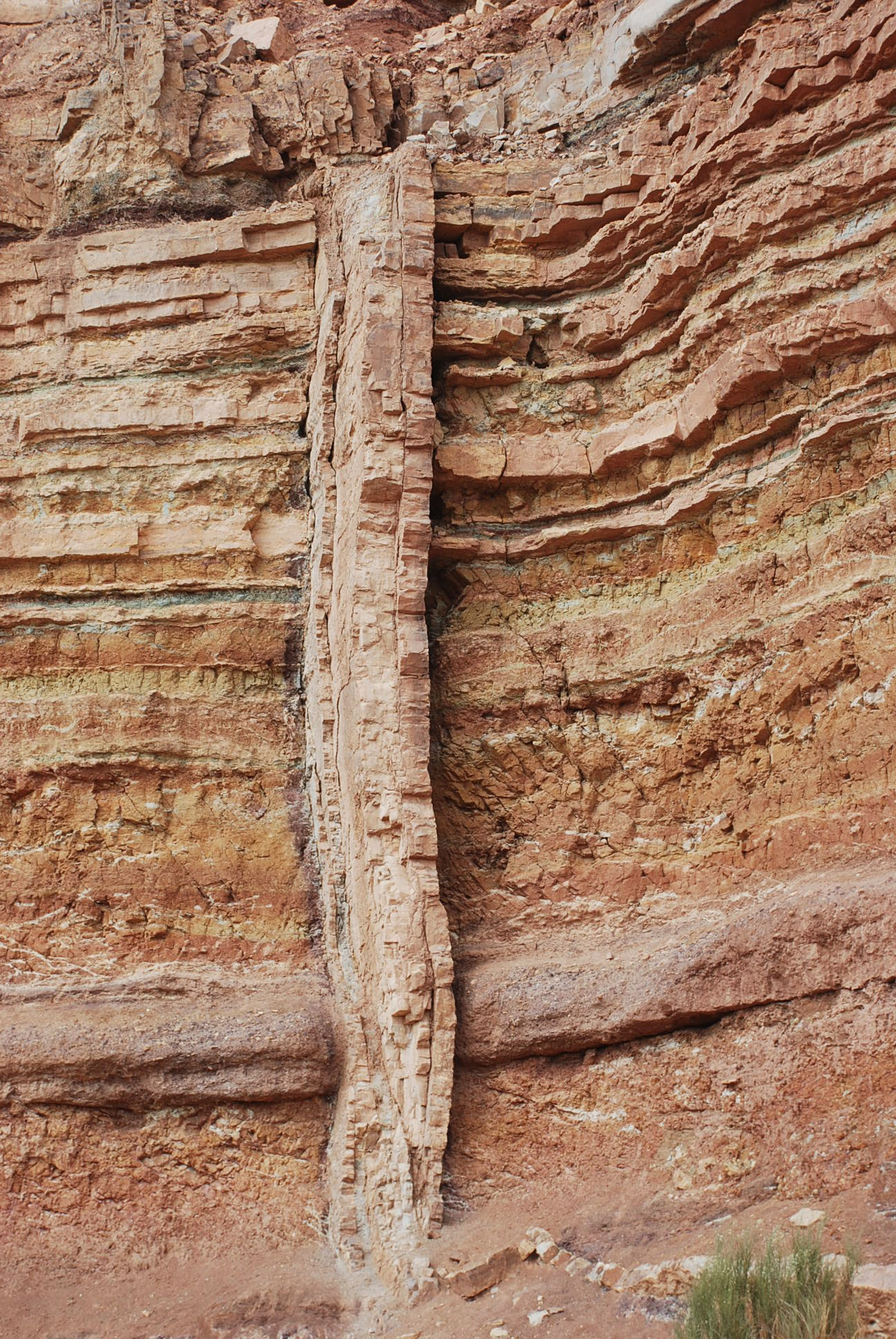
Палеовулканизм Израиля

### Докембрий
В основе Израиля лежат магматические и метаморфические кристаллические породы фундамента Аравийского кратона, образовавшиеся в докембрийском периоде. Местами эти породы до сих пор остаются малоизученными. Докембрийские породы обнажены только в южных частях страны, например, амфиболиты в Махтеш Гадоле. Другие докембрийские образования включают табинские гнейсы, сланцы Родеда и Эйлата, гнейсы и мигматиты, сиениты, гранодиориты Духайла, тоналиты Дарбы, сланцы Абу-Сака, метаседименты Абу-Барка, конгломераты Сарамуджа, микрограниты Саммании, граниты Ютума, диориты Квани, конгломераты Эйлата, риолиты, габбро и другие основные породы.
Мантийная базальтовая магма поднималась через породы в долине Тимна на юге Израиля, обеспечивая тепло для образования щелочных гранитов, щелочных риолитовых даек и слоистых серпентинизированных габбро в ядре горы Хар Тимны.

### Палеозой (541-251 млн лет назад)
Формация доломитовых сланцев Бурдж, включающая песчаники, доломиты и аргиллиты, а также формация песчаников Умм-Ишрин, относятся к кембрию и фигурируют в стратиграфической летописи центрального Израиля. В этом регионе мало горных пород, свидетельствующих о среднем палеозое, а песчаники, известняки, глины и гипс представляют собой большую часть толщ перми и триаса.
Напротив, на юге Израиля есть породы ордовикского возраста в песчаниковой формации Дизи. Другие палеозойские образования, такие как песчаники, конгломераты, аргиллиты, доломиты и известняки формации Ям Суф, формации Амудей Шеломо и Тимна, а также формации Шехорет и Нетафим (все из кембрия), также появляются только на юге Израиля.

### Мезозой (251-66 млн лет назад)
Известняки мощностью до 193 метров отмечают верхнюю юру в центральной части Израиля, выше над ними следуют базальтовые вулканические породы Таясир, 120-метровые песчаники, известняк и глина группы Курнуб и 670-метровая толща мергеля, мела, песчаника и известняка формаций Наби Саид, Эйн-эль-Эсад, Хидра, Рама и Кефира из раннего мела. Базальты и базаниты мелового периода обнаружены также на севере страны. Известняки, доломиты, мел и мергель образовались в туронский и сантонский века, мел и кремнистые породы - во время кампана. Формация Мишаш (Mishash Formation) того же возраста содержит похожие породы, мощностью 86 метров, но также и фосфориты. Формация Хатрурим, называемая иначе «зона Моттлед», включает метаморфизованные горные породы от маастрихта до миоцена включительно.
В отложениях мезозоя встречаются интрузии микрогаббро и диабазов.

### Кайнозой (66 млн лет назад-настоящее время)

#### Палеоген(66-23.03 млн лет назад)
Мел, мергель и глина группы Маунт Скопус сформировались от верхнемелового сенона до палеоцена. В эоцене сформировались отложения кремня и мела формации Адулам мощностью 150 метров, известняков формации Тимрат, Мероз и Изреэль мощностью 350 метров, мела формации Мареша мощностью 100 метров и аналогичных формаций группы Аведат и Бет Гуврин.

#### Неоген(23.03-2.588 млн лет назад)
В миоцене была сформирована 40-метровая толща известняков формации Лахиш, 230-метровая пачка песчаников, аргиллитов, алевролитов и конгломератов формаций Хордос и Умм-Сабун, а также 50-метровый слой известняка формации Зиклак. Временами происходили базальтовые излияния.
Плиоцен оставил 30-метровую толщу мергелей формации Яфо, а также 20-ти метровую толщу мергелей, конгломератов и песчаников формаций Бира, Гешер и Плешет.

#### Антропоген (четвертичный период) (2.588 млн лет назад-современность)
Конгломераты и вулканические породы отмечают переход к четвертичному периоду. За последние 2,5 миллиона лет отложились песчаники, аргиллиты, оолитовые известняки, конгломераты, гипсовые и арагонитовые пласты, а также травертин, известковистый песчаник, красный суглинок и аллювий. Современные пески и аллювий преобладают в большинстве речных долин и прибрежных районах, в то время как отложения конгломератов, гравия и плайи более распространены на юге. На севере продолжалось извержение базальтов и базанитов.

## Геологические исследования
В настоящее время специализированной организацией, занимающейся геологическим исследованиями в Израиле является Геологическая служба Израиля , работающей при Министерстве энергии Израиля.
Основными направлениями её деятельности являются: изучение Мёртвого и Средиземного морей, опасностей, связанных с геологическими процессами, водных и других природных ресурсов (полезных ископаемых), геологическое картирование и стратиграфические исследования, тектонические процессы и землетрясения, исследования по геохимии и экологической геологии. Эти задачи гораздо шире, чем собственно исследования недр страны.
Результаты исследований публикуются как в собственном, так и в международных журналах геологического профиля.

## Геологические заповедники
- Нахаль-Меарот — пещеры с палеолитическими стоянками первобытного человека на склоне горы Кармель.
- Рамон — эрозионный кратер в Негеве.
- Рош-ха-Никра — гроты на берегу Средиземного моря на границе с Ливаном.
- Сорек — сталактитовая пещера рядом с Иерусалимом.
- Эйн-Авдат — каньон в пустыне Негев.

## Известные геологи
- Бени Бегин (1943- ) — доктор наук, учёный и политик.
- Цви Бен-Авраам (1941- ) — профессор, иностранный член РАН.
- Шуламит Гросс (1923-2012) — доктор наук, минералог и геолог, в её честь названы минералы гроссит и шуламит.
- Хаим Лейб Пекерис, (1908-1993) — доктор наук, геофизик-сейсмолог, действительный член нескольких Академий наук.

## Геология Израиля в марках
В 2002 году в Израиле был выпущен сувенирный марочный блок, состоящий из трёх почтовых марок, изображающих наиболее интересные геологические явления страны. здесь показаны образцы из коллекций Геологической службы Израиля и Еврейского университета, сфотографированные доктором Дэвидом Даром. Фоновым изображением служит урезанная геологическая карта Израиля, к которой слева внизу примыкает вид на осадочные слои в Нахаль-Ардоне, к востоку от Махтеш-Рамона.
На первой марке изображена раковина аммонита Proeucalycoceras Haugi — вымершего моллюска мелового периода. Этот вид характерен именно для отложений Израиля. На центральной марке изображён сине-зелёный «камень Эйлата». Он часто используемый в израильских ювелирных изделиях и состоит из медных минералов, добывавшихся в районе Тимна (к северу от Эйлата) около шести веков назад. Современный рудник Тимна функционировал с 1958 по 1976 год. На третьей марке — ископаемая рыба Aipichthyoides galeatus, является одним из многих останков позвоночных, имеющих большое научное значение, обнаруженных в стране.
Сувенирный блок был подготовлен в сотрудничестве с Геологической службой Израиля.